# St. Jakobskirche (Basel)

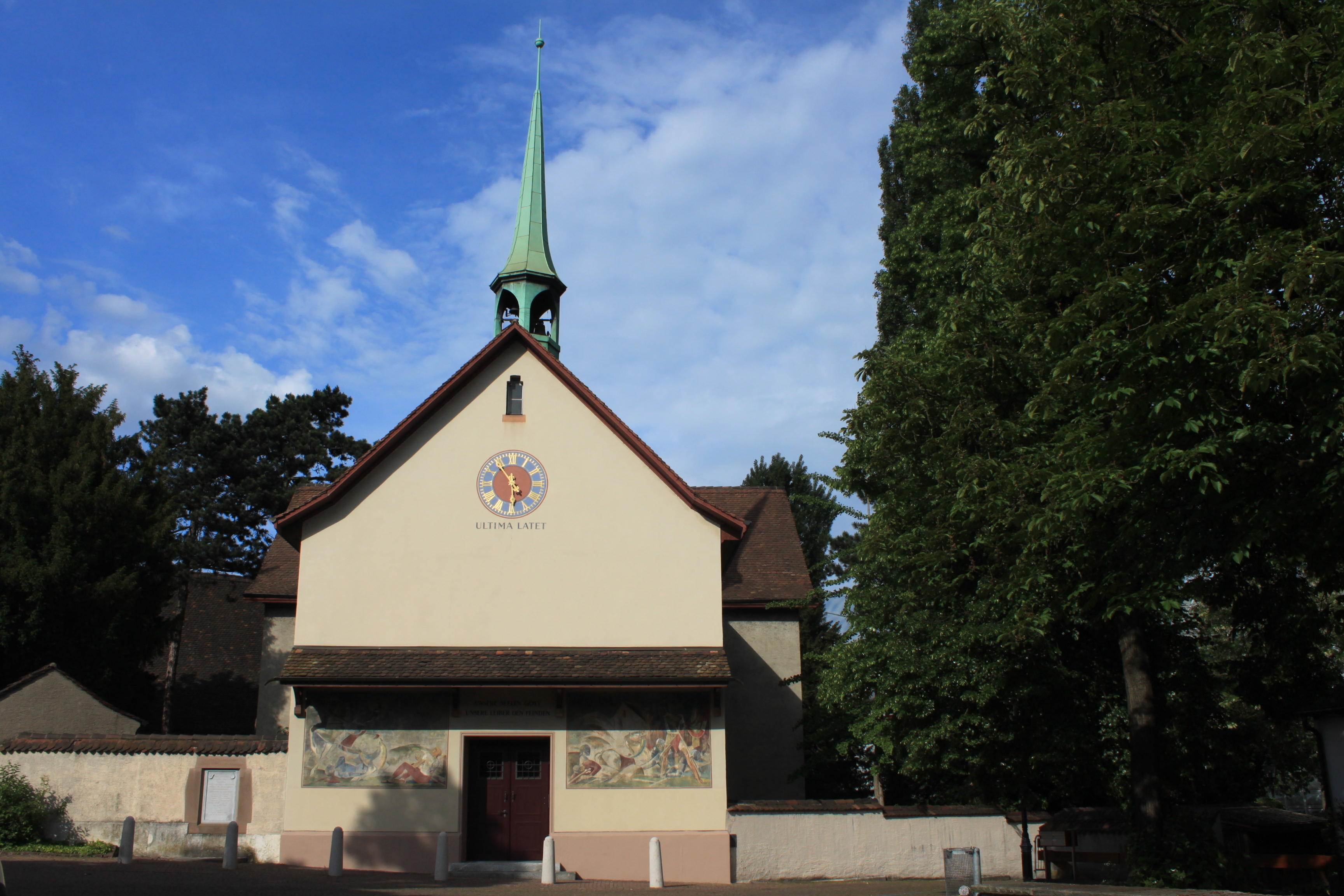
St. Jakobskirche Basel

Die St. Jakobskirche ist eine evangelisch-reformierte Kirche in der Stadt Basel und befindet sich im Stadtteil St. Alban. Sie wurde vor 1100 zu Ehren des Apostels Jakobus der Ältere errichtet. Bei dieser Kapelle fand 1444 die Schlacht bei St. Jakob an der Birs statt, an die auf der Aussenwand der Kirche ein Fresko und eine Gedenktafel erinnern.

## Baugeschichte

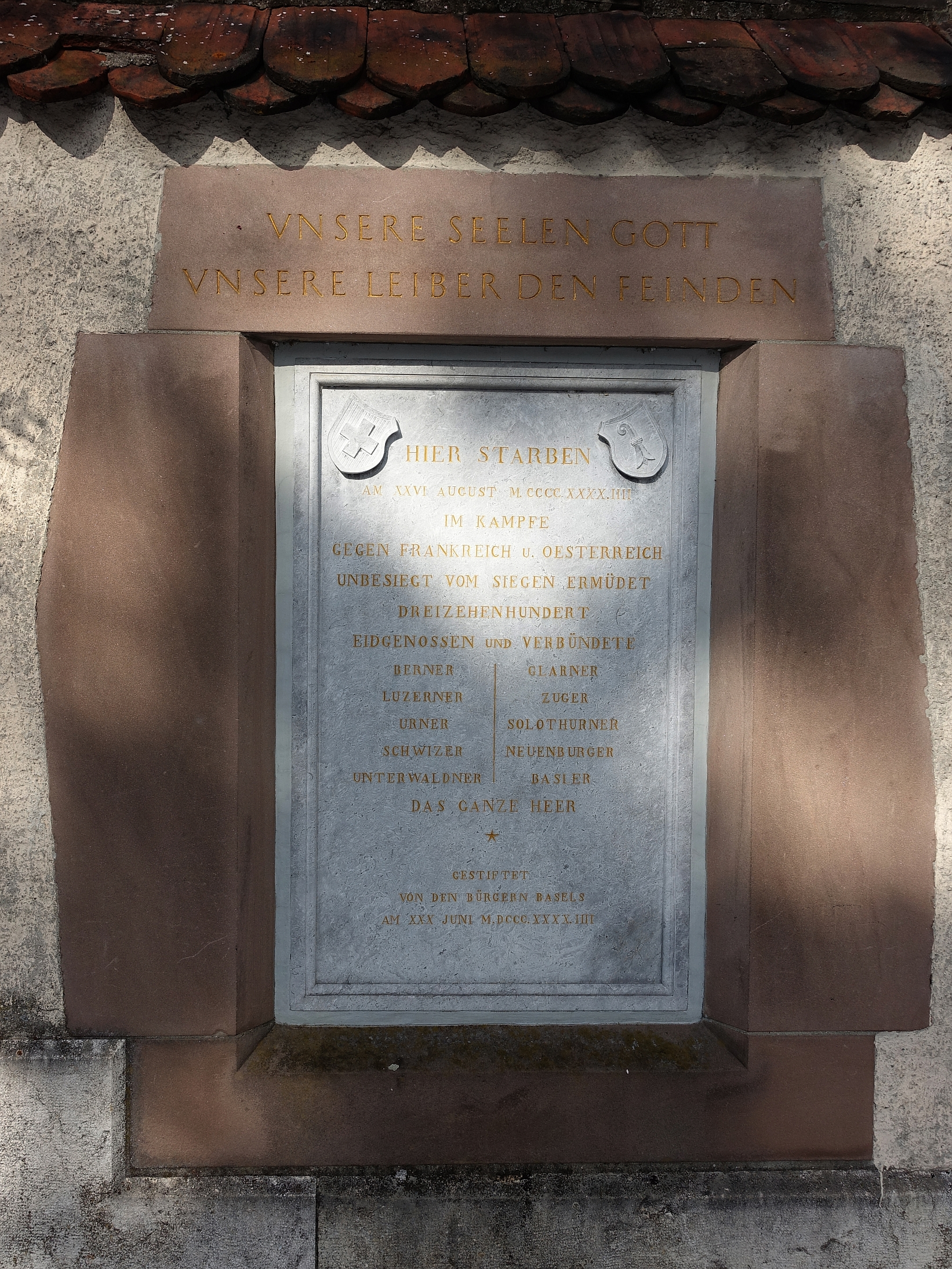
Gedenktafel zur Schlacht bei St. Jakob an der Birs.

In der Nähe der Brücke über die Birs, die um das Jahr 1100 erstmals erwähnt wird, befand sich wahrscheinlich schon im 11. Jahrhundert eine Kapelle, die zu Ehren des Apostels Jakobus des Älteren, dem Schutzpatron der Reisenden, errichtet worden war.
Im 13. Jahrhundert finden sich erste Aufzeichnungen zum Siechenhaus, welches damals ausserhalb der Stadt lag und leprakranken Menschen aus Basel als Unterkunft diente. Bekannt wurden das Siechenhaus und die Kapelle durch die Schlacht bei St. Jakob an der Birs von 1444. Nach der Schlacht wurden die teilweise zerstörten Gebäude wieder aufgebaut. 1837 erwarb Christoph Merian die Kirche und die umliegenden Liegenschaften und vermachte sie später als Teil der Christoph Merian Stiftung der Stadt Basel.
1894 erfuhr das Gebäude eine grundlegende Veränderung. Das Langhaus im Westen wurde unter Wiederverwendung seiner Seitenmauer und weiterer Einzelteile neu aufgebaut und nach Osten hin um ein beidseitig ausladendes Querhaus vergrössert. Im Osten wurde ein Altarraum angefügt und die westliche Vorhalle wurde abgebrochen. Die gesamte Innenausstattung sowie der Dach- und Turmaufbau stammen aus dem späten 19. Jahrhundert. Die 1917 geschaffenen Fresken an der Fassade stammen von Alfred Heinrich Pellegrini und zeigen den Steinwurf des Arnold Schick in der Schlacht von 1444. Ebenfalls in die Fassade eingelassen ist eine Gedenktafel, die an die Schlacht von 1444 erinnert.